# بیمه ایران معین

شرکت بیمه ایران معین

شرکت بیمه ایران‌معین در سال 1382 تحت شماره 2057 و شناسه ملی 10861536970 در اداره کل ثبت شرکت‌ها و موسسات غیرتجاری به ثبت رسید. این شرکت از سال 1390 مجوز قبولی اتکایی را از بیمه‌ مرکزی جمهوری اسلامی ایران اخذ و در کنار صدور بیمه‌ نامه‌های مستقیم در مناطق آزاد و ویژه اقتصادی کشور، اقدام به قبول ریسک اتکایی از سرزمین اصلی نمود.
تغییر مولفه‌های کسب و کار در مناطق آزاد کشور و فعالیت روزافزون شرکت‌های بیمه سرزمین اصلی در این مناطق موجب شد که سهامداران شرکت، در آذر ماه ۱۴۰۰ موضوع فعالیت بیمه ایران‌معین را به تخصصی اتکایی تغییر دهد. با تغییر موضوع، پروانه فعالیت اتکایی شرکت برای انجام عملیات بیمه اتکایی در کلیه رشته‌های بیمه‌ای در تاریخ 1400/12/28 توسط بیمه‌ مرکزی جمهوری اسلامی ایران صادر شد.
همچنین این شرکت در تاریخ ۱۴۰۳/۰۴/۱۰ در بازار دوم فرابورس با نماد معین درج شد و هم اکنون سهام آن قابل معامله است.
مدیر عامل آن در حال حاضر اعظم هنردوست است.